# Prince Polo

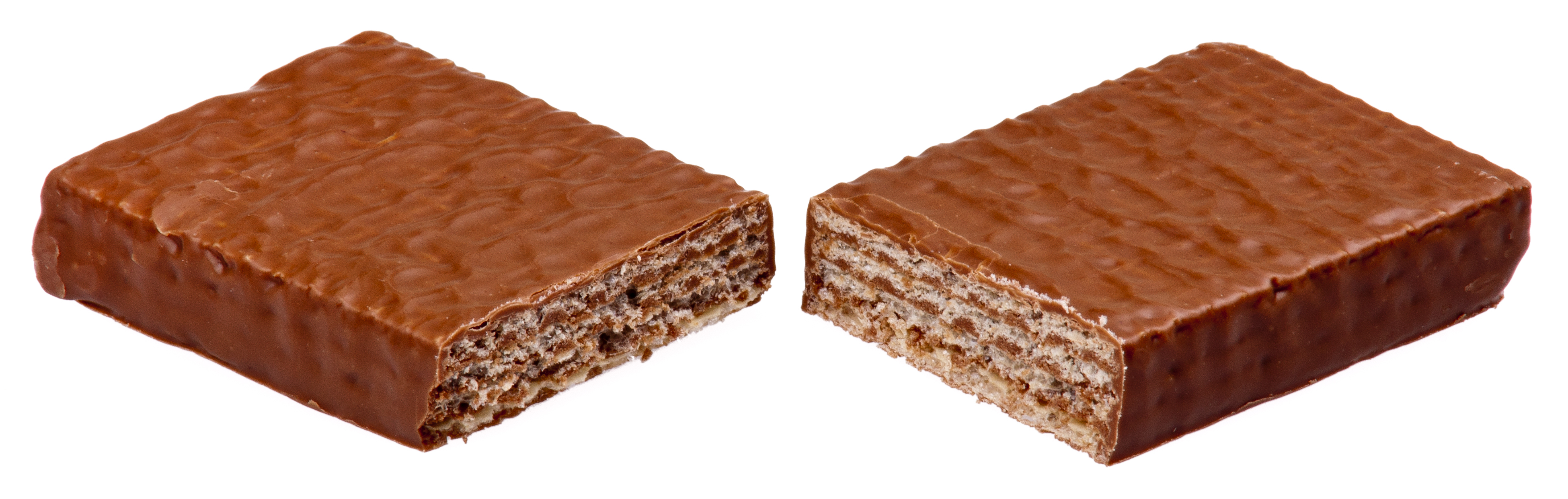
Một mảnh sô cô la sữa và hạt phỉ Prince Polo

Prince Polo là một loại thanh sô cô la được sản xuất tại Ba Lan. Nó được bán ở Cộng hòa Séc, Slovakia, Hungary, Litva và Ukraine dưới tên Siesta, và cũng được bán ở Iceland, nơi nó được biết đến với cái tên thông thường là “Prins Póló”. Theo các nghiên cứu thị trường được hiển thị bởi Nielsen, đây là thanh sô cô la được bán nhiều nhất trong nhiều thập kỷ ở Iceland và trong nhiều năm, một trong số ít thanh sô cô la được bày bán ở nước này. Nó từ lâu đã là thương hiệu kẹo bán chạy nhất của Ba Lan.
Prince Polo được giới thiệu vào năm 1955, trong những năm đầu của Cộng hòa Nhân dân Ba Lan, bởi Olza SA ở Cieszyn. Đó là một miếng wafer phủ sô cô la, với bốn lớp wafer được nối với ba lớp nhân có hương vị sô cô la; nó có thể dễ dàng được nhận dạng bởi lớp bọc màu vàng kim loại của nó.
Công ty, được thành lập vào năm 1920, được mua lại bởi Kraft Jacobs Suchard vào năm 1993. Năm 1995, bao bì Prince Polo được sửa đổi với logo mới; thanh không còn được bọc trong giấy và thay vào đó được đóng gói chặt bằng nhựa. Sau đó, một số loại Prince Polo mới đã được giới thiệu, bắt đầu với hạt phỉ (Orzechowy) vào năm 1996, và sau đó là sô cô la sữa, dừa và Premium (được cho là phiên bản sang trọng hơn). Một loại có kích thước lớn hơn (52 g) cũng đã được thêm vào.

## Nền Văn Hóa phổ biến
- Prins Póló là một ban nhạc indie-pop/dự án solo / biệt danh của Svavar Pétur Eysteinsson, thành viên của ban nhạc alternative-rock của Iceland Skakkamanage
- "Prins Póló" là một bài hát tiếng Iceland của Sumargleðin do Magnús "Bjössi Bolla" Ólafsson thể hiện, nơi ông có biệt danh là Prins Póló vì tình yêu của ông dành cho thanh sô cô la